# Helicteres cana
Helicteres cana là một loài thực vật có hoa trong họ Cẩm quỳ. Loài này được (Schott & Endl.) Benth. mô tả khoa học đầu tiên năm 1863.